# Tamás Lőrincz
Tamás Lőrincz (Cegléd, 20 de dezembro de 1986) é um lutador de estilo greco-romana húngaro, campeão olímpico.

## Carreira
Lőrincz esteve nos Jogos Olímpicos de Verão de 2020 em Tóquio, onde participou do confronto de peso meio-médio, conquistando a medalha de ouro após derrotar na final o quirguiz Akzhol Makhmudov.